# Спінальний шок
Спіна́льний шок — порушення діяльності спинного мозку в його повній перерізці чи травмі, які проявляються в негайному паралічі всіх довільних м'язових рухів, які здійснюються через каудально розташовані від місця ураження сегменти спинного мозку (параплегія) та втраті чутливості частин тіла (арефлексія), які інервуються цими сегментами.
Відразу після перерізування або іншої травми спинного мозку тимчасово зникають усі спінальні рефлекси. Тривалість шоку залежить від філогенетичного розвитку ЦНС. Так, у жаб він триває кілька хвилин, у хижаків - кілька годин, у мавп - кілька тижнів, у людини - кілька місяців. Причина шоку полягає головним чином у вимиканні регуляторних впливів вищерозташованих відділів ЦНС ( ретикулярна формація, кора великого мозку тощо ). Під час шоку спостерігається гіперполяризація постсинаптичної мембрани мотонейронів спинного мозку, що є основою гальмування. Очевидно, в природних умовах вищі відділи ЦНС збуджують, тонізують центри спинного мозку. Після травматичного розриву спинного мозку на рівні 2-12 грудних сегментів ( як це буває в автомобільній катастрофі ) виникає повна параплегія, яка характеризується зникненням усіх довільних рухів, що іннервуються тими сегментами, котрі лежать нижче від рівня травми ( наслідок порушення пірамідних шляхів ), в цих сегментах. Одночасно повністю втрачається тактильна, температурна, пропріоцептивна та больова чутливість унаслідок розриву висхідних шляхів ( спіноталамічного, Голля, Бурдаха та ін. ). Недовільні рухові рефлекси поступово ( протягом тижнів і місяців ) відновлюються ( спочатку згинальні, пізніше розгинальні ). У цей період рефлекси навіть посилюються ( стадія гіперрефлексії ) поряд з підвищенням тонусу м’язів та появою патологічних рефлексів ( наприклад, рефлексу Бабінського ).